# Cold Blooded
Cold Blooded [koʊɭd ˑblʌdɪd] ist eine US-amerikanische schwarze Actionkomödie von Wallace Wolodarsky aus dem Jahr 1995.

## Handlung
Cosmo Reif, ein schüchterner junger Mann und Wettbuchhalter eines Mafiazweiges in Los Angeles, soll nach der Machtübernahme durch einen neuen Boss plötzlich zum Killer ausgebildet werden. Sein Ausbilder Steve entdeckt rasch, dass der so unsicher wirkende Cosmo mit starken Nerven ausgestattet zu sein scheint und ungewöhnlich schnell in die neue Rolle hineinwächst. Erst als sich Cosmo in seine Yogalehrerin Jasmine verliebt und sein Leben für diese Liebe verändern möchte, sucht er nach einem Weg, die Organisation zu verlassen. Der einzige Ausweg scheint über weitere Leichen zu führen.

## Kritiken
Laut Lexikon des internationalen Films handelt es sich bei diesem „ebenso sorgfältig gemacht wie überraschend“-en Film um „eine bissige, aber nicht minder fantasievolle kleine Gangsterkomödie.“

## Auszeichnungen
- Nominierung für den Grand Jury Prize auf dem Sundance Film Festival im Jahre 1995.

## Dies und das
Die Komödie wurde in Los Angeles gedreht. Sie startete in den US-Kinos am 15. September 1995, in Deutschland am 2. November 1995.
Die Indizierung des Films wurde im Juni 2021 wieder aufgehoben.